# 格奥尔基·阿波斯托尔
格奥尔基·阿波斯托尔（羅馬尼亞語：Gheorghe Apostol；1913年5月16日—2010年8月21日），曾任罗马尼亚工人党中央委员会第一书记（1954年4月19日－1955年9月30日）、中央政治执行委员会委员、常设主席团委员，罗马尼亚大国民议会主席、部长会议第一副主席、国防委员会委员。

## 早年生活
1913年，阿波斯托尔出生于图多尔弗拉迪米雷斯库乡的农民家庭。
在罗马尼亚铁路的学校接受培训后，他在加拉茨的铁路修配厂工作。1929年，加入罗马尼亚共产主义青年团。1932年，阿波斯托尔遇到了格奥尔基·乔治乌-德治，并参加罗马尼亚共产党的地下革命活动。1934年，他加入了罗马尼亚共产党，参加铁路罢工，并成为罗共与加拉茨铁路工会及小型左倾团体的联络人员。
此后阿波斯托尔多次被捕，于1937年被判处三年徒刑，在加拉茨、多夫塔纳监狱服刑。1940年，获释后再度被捕，之后他被关押在特尔古日乌、卡拉卡尔和米耶尔库雷亚丘克的政治犯集中营。1944年8月，当红军兵临罗马尼亚边境时，他和几名被关押在特尔古日乌的共产党员成功越狱，并参加罗马尼亚八·二三武装起义。这一说法出自20世纪50年代的阿波斯托尔的官方传记，而解放集中营时拍摄的照片（例如在《历史档案》月刊上发表的）则显示他似乎站在被关押的人群中，这使得部分人对此说法产生了怀疑。

## 与乔治乌-德治共事
他是乔治乌-德治的最佳合伙人之一。作为所谓“监狱派”的成员，不同于1944年之前在苏联避难的罗共党员，阿波斯托尔和乔治乌-德治的政治路线一直在斯大林主义和改良主义之间游走。因此罗马尼亚直到1953年才摆脱苏联的政策；乔治乌-德治甚至得到了斯大林的批准，以右倾和世界主义为罪名罢免了竞争对手安娜·波克尔及卢克雷奇·帕特拉什卡努（他是一个并不完全忠于党的路线的共产党人）。1953年斯大林去世后，以阿波斯托尔和乔治乌-德治的圈子为首的罗马尼亚政权在很大程度上反对赫鲁晓夫及去斯大林化，同时进行改革并试图切断与苏联的大部分经济联系。
阿波斯托尔仍是罗共（此时名为罗马尼亚工人党）和工会之间最受欢迎的纽带。1945年，他出任罗马尼亚劳工总联合会总书记。与此同时，他在罗共内的等级也节节攀升。同年，他成为罗共中央委员会委员。1947年，任罗马尼亚财政部金融监管专员。1948年，他出任罗马尼亚劳工总联合会主席，同年，成为罗马尼亚工人党中央政治局委员。1953-1954年，他出任罗马尼亚农业部长，成为大国民议会（罗马尼亚立法机构）的成员。1948-1952年，他三次担任大国民议会议长，并获得多项国家荣誉。1954年，乔治乌-德治短暂地将罗共第一书记的职务让与阿波斯托尔，自己继续担任总理。但据了解，乔治乌-德治仍掌握着实权，并于1955年拿回了罗共的领导权。1955年，阿波斯托尔任罗马尼亚总工会中央理事会主席。1961年，任罗马尼亚社会主义共和国部长会议第一副主席。
根据阿波斯托尔本人的说法，1964年，罹病的乔治乌-德治决定指定其为接班人：作为确认，他被派代表罗马尼亚政府出席尼赫鲁的葬礼。1965年，乔治乌-德治去世，在中央政治局内，格奥尔基·阿波斯托尔、尼古拉·齐奥塞斯库、亚历山德鲁·德勒吉奇三人相互对峙。时任罗马尼亚总理扬·格奥尔基·毛雷尔将党中央团结在齐奥塞斯库周围，确保阿波斯托尔不会构成威胁。

## 与齐奥塞斯库为敌
因此，在齐奥塞斯库继任后，阿波斯托尔对他的政策深表敌意，称这些政策背离了乔治乌-德治的遗产（在2003年，阿波斯托尔称这些遗产为“民主社会主义”）。他拒绝向齐奥塞斯库效忠。1967年，被解除部长会议第一副主席职务，任罗马尼亚总工会中央理事会主席。1969年，任国家物资储备总局局长。1969年，被排除在主席团和政治执行委员会。在埃米尔·波德纳拉希的保护下，他选择出任驻外大使以避难。1975年，他被外放为驻拉丁美洲国家的特命全权大使。1977年，任罗马尼亚驻阿根廷共和国大使。5月任罗马尼亚驻乌拉圭东岸共和国大使。1983年，任罗马尼亚驻巴西联邦共和国大使。
1988年，在齐奥塞斯库到达权力巅峰时，他被召回国。之后，他联合其他罗共元老（如亚历山德鲁·伯尔勒迪亚努、西尔维乌·布鲁坎、科尔内留·曼内斯库、康斯坦丁·珀尔伏列斯库和格雷戈里·扬·勒强努）起草了一封针对罗马尼亚当局的公开抗议信（被称之为“六元老公开信”）。该信于1989年3月11日通过自由欧洲电台和美国之音公开。根据阿波斯托尔的说法，他们对不得不使用“帝国主义的宣传手段”表示担忧。
这之后，阿波斯托尔随即被软禁，并不断受到审讯，他被要求承认自己是“苏联间谍”。12月，罗马尼亚革命，由于“六元老公开信”，软禁解除，他被释放。
1990年，他与前罗共的元老一起另组社会主义劳动党。阿波斯托尔表达了对1989年之后的罗马尼亚诸多方面的厌恶。他于2010年8月21日病逝，终年97岁。

## 家庭
阿波斯托尔曾于1935年到1947年有过一段婚姻。从1944年开始，他与罗马尼亚记者梅莉塔·谢尔夫（卒于1991年）同居，后来结婚。他们于1956年分居，随后离婚。1965年，阿波斯托尔与他的第三任妻子阿德里安娜·科德雷亚努（生于1934年12月21日）结婚。他共有三个孩子。